# Правила знаков (в оптике)

Применение "правил знаков" при построении оптической схемы.

Пра́вила зна́ков (в оптике) — правила определения знаков величин и направлений, принятые при расчёте оптических систем, а также при изображении (и чтении) оптических схем.
При расчёте и анализе оптических систем положительным направлением (прямым ходом луча) вдоль оптической оси считается направление света слева направо, преломляющие и отражающие поверхности и разделяющие их среды нумеруются по порядку их следования в направлении распространения света, а оптическую систему принято изображать так, чтобы её первая (входная) поверхность располагалась на рисунке (чертеже, схеме) слева.
К тому же при расчёте принято придерживаться некоторых правил, которые также отражаются на схемах, чертежах и рисунках:
1. угол луча с оптической осью считается положительным, если луч, пересекающий ось, идёт сверху вниз, и отрицательным, если снизу вверх;
2. линейные величины предмета и изображения, а также отрезки высот лучей считаются положительными, если они расположены над осью, и отрицательными, если под нею;
3. радиус кривизны поверхности считается положительным, если её центр находится справа от поверхности, и отрицательным, если слева от поверхности, то есть отсчёт производится от поверхности к центру;
4. величины толщин и воздушных промежутков между преломляющими поверхностями при движении света слева направо всегда считаются положительными;
5. углы между лучом и нормалью к поверхности в точках падения луча ε и ε' (углы падения и преломления) считаются положительными, если нормаль, чтобы совпасть с направлением луча, должна быть повёрнута по ходу часовой стрелки;
6. угол φ между нормалью и оптической осью считается положительным, если оптическая ось, чтобы совпасть с нормалью, должна быть повёрнута по ходу часовой стрелки;
7. при отражении на поверхности изменяется знак у показателя преломления n', угла отражения ε' и величины расстояния между отражающей поверхностью и следующей (при движении света справа налево);
8. фокусные расстояния считаются положительными по направлению света от главных плоскостей;
9. при преломлении и отражении лучей на сферической поверхности за начало отсчёта отрезка принимается вершина поверхности (точка 0). Отрезки считаются положительными, если они откладываются вдоль оси справа от точки 0 по направлению распространения света, и отрицательными, когда откладываются слева от точки 0. В случае отрицательных значений указанных величин перед ними ставится знак минус.

Одноимённые (соответственные) и сопряжённые точки, отрезки и углы в пространстве предметов и пространстве изображений обозначаются одинаковыми буквами. Исключение здесь делается для точек переднего F и заднего F' фокусов, которые обозначаются одинаковой буквой, хотя и не сопряжены друг с другом.
Обозначения, относящиеся к пространству изображений, обозначаются знаком штриха сверху каждой буквы. Например, обозначение задней главной плоскости {\displaystyle H'} указывает, что данная плоскость принадлежит именно пространству изображений.